# Controllo Orario
Nel mondo dell'enduro si definisce controllo orario (abbreviato in C.O.) il controllo che viene fatto almeno una volta per ogni giro e tramite il quale i giudici di gara riportano sulla tabella di marcia del pilota l'ora di passaggio.

## Segnalazione dei C.O.
I C.O. con assistenza devono essere segnalati con due bandiere bianche poste all'inizio del C.O., con due bandiere gialle poste alla fine del C.O. e con due bandiere a scacchi bianchi e rossi poste sulla linea di rilevamento del tempo.

I C.O. senza assistenza devono essere segnalati con due bandiere bianche con croce di Sant'Andrea nera poste all'inizio del C.O., due bandiere gialle con croce di Sant'Andrea nera poste alla fine del C.O. e con due bandiere a scacchi bianchi e rossi poste sulla linea di rilevamento del tempo.

È vietato sostare, tra le bandiere gialle e quelle a scacchi bianchi e rossi.

Le bandiere devono essere posizionate in modo che siano sempre ben visibili.

## Ubicazione dei C.O.
I C.O. sono situati:
- all'uscita dell'area di partenza all'inizio di ogni giornata di gara;
- all'ingresso del Parco chiuso alla fine di ogni giornata di gara;
- in punti intermedi scelti dall'organizzazione.

La loro posizione e il tempo assegnato per percorrere la distanza tra questi punti sono indicati sulla tabella di marcia e sulla tabella informativa in chilometri e si raccomanda una lunghezza compresa tra i 5 km ed i 35 km.

La velocità media da mantenere tra i C.O. non deve superare i 50 km l'ora e deve tenere conto della praticabilità del percorso e delle condizioni atmosferiche.

Il D.d.G. può modificare i tempi e il percorso immediatamente prima della partenza o prima di ogni giro. L'organizzazione dovrà essere presente con i propri addetti ad ogni C.O.

## Procedura ai C.O.
Presso la bandiera gialla posta alla fine del C.O., deve essere posto un orologio sincronizzato con quello presente sul tavolo.

Il conduttore deve, subito dopo aver superato la bandiera gialla, attraversare la linea della bandiera a scacchi bianchi e rossi con il motociclo, presentare immediatamente la sua Tabella di Marcia al tavolo del controllo o ad un cronometrista addetto.

Un conduttore può passare il controllo finale all'ingresso del Parco Chiuso prima del tempo previsto, senza essere penalizzato.

Ad ogni C.O. un cronometrista deve compilare un elenco del controllo in cui saranno registrati in ordine cronologico i numeri dei conduttori che transitano ed i tempi in ore e minuti.

Gli elenchi prestampati non sono autorizzati.

In caso di contestazione farà fede l'elenco del controllo.

Il rilevamento dei tempi ai C.O. verrà effettuato al minuto primo intero.

Il rilevamento del tempo è effettuato nel momento in cui l'asse del mozzo anteriore del motociclo supera la linea della bandiera a scacchi bianchi e rossi.

## Calcolo delle penalità ai C.O.
Ogni settore tra due controlli costituisce una prova a sé stante. 
Il conduttore che non rispetti i tempi imposti tra due controlli orari sarà penalizzato di 60 secondi per ogni minuto o frazione di differenza con il suo tempo teorico di settore.
Tempo trascritto in tabella del C.O. = tempo di partenza per il settore successivo.
Esempio di calcolo penalità:
| C.O. | Orario Teorico | Orario Effettivo | Note             | Pen. Minuti |
| 1    | 08.00          | 08.03            | 3 Ritardo        | 3           |
| 2    | 09.00          | 09.11            | 8 Ritardo        | 8           |
| 3    | 10.00          | 10.11            | mantiene ritardo | 0           |
| 4    | 11.00          | 11.12            | 1 Ritardo        | 1           |
| 5    | 12.00          | 12.11            | 1 Anticipo       | 1           |
| 6    | 13.00          | 13.07            | 4 Anticipo       | 4           |
| 7    | 14.00          | 14.12            | 5 Ritardo        | 5           |
| 8    | 15.00          | 15.06            | Fine gara        | 0           |